# Freziera uncinata
Espèce
Statut de conservation UICN

 VU A1c+2c : Vulnérable
Freziera uncinata est une espèce de plantes à fleurs de la famille des Pentaphylacaceae.